# Мараджул
Мараджул (перс. مراجول‎‎) — село в Ірані, входить до складу дехестану Бакешлучай у Центральному бахші шахрестану Урмія провінції Західний Азербайджан.